# Frontera entre Algèria i el Marroc
La frontera entre Algèria i el Marroc és una frontera internacional contínua de 1.559 kilòmetres de llarg. Fou establida definitivament per un tractat de delimitació en 1972, posteriorment ratificat per l'Assemblea Algeriana en 1973 i per la Cambra de Representants del Regne del Marroc en 1992. El Marroc reclama en particular el disputat territori del Sàhara Occidental, també fronterer, d'acord amb aquesta afirmació el frontera entre Algèria i el Sàhara Occidental (42 km) no existiria i la frontera entre el Algèria i el Marroc seria de 1.601 kilòmetres.
La frontera terrestre roman tancada a tot el tràfic des de 1994, llevat de casos de necessitat humanitària.

## Història

### Abans de la colonització francesa

#### Frontera del nord
Fou estabilitzada definitivament a la fi del segle xviii, però havia estat fluctuant fins aleshores. Najima Thay Thay Rhozali recorda que «els països del Magrib no han conegut frontera fins l'establiment militar dels europeus en aquestes contrades». Anteriorment, la noció de frontera era inexistent, la qual cosa permetia una gran mobilitat de les persones que no reconeixen els intents de delimitació.
Sota el regnat de la dinastia sadita el Muluia serà la frontera entre el Marroc i la Regència d'Alger, aturant «l'hegemonia dels Turcs otomans» vers l'oest. Anthony S. Reyner fa començar aquesta delimitació a la seva desembocadura, sense fer seguir tot el seu curs, presentant-lo no sols com la "frontera oriental tradicional del Marroc", sinó també una zona de conflicte per la possessió d'Oujda. El Muluia és un límit fixat d'un acord comú així que Oujda (1549) i després Dubdu (1563), a l'est del Muluia, foren ocupades pels sadites, la primera per un temps. La frontera del Muluia és respectada per ambdues parts durant un segle després de l'assassinat del rei sadita Mahàmmad aix-Xaykh (1557).
El sultà alauita Mulay Muhammad II va ocupar Oujda en 1641, va assolar la regió de Tlemcen i va fer el mateix a Laghouat, abans que els Turcs aconseguiren aturar-lo «dessota del Tafna ». També va intentar alguns cops de força contra Orà, considerada com a marroquina per la dinastia alaoita. Mulay Muhammad es comprometé, en un tractat negociat amb el paixà d'Alger en 1647, no creuar el Tafna «considerat llavors el límit comú que delimita les influències turques de les influències xerifiane ». En 1651 va sotmetre la regió de Nedroma abans de tornar a Oujda que retornà a mans dels Turcs vers 1692. Malgrat aquests conflictes fronterers, els turcs consideren Tafna com el límit entre els territoris del Marroc i Turquia.
El sultà alauita Mulay Ismail intenta una incursió al Djebel Amour en 1678-1679, però fou derrotat per l'artilleria turca i hagué de reconèixer els límits de Tafna, després que es presentaren les cartes dels seus predecessors, Muhammed I i Mulay al-Rashid, reconeixent aquesta delimitació; probablement el tractat no s'aplica perquè a una guarnició turca segueix a Nedroma, el que confirma Pierre Boyer, qualificant la frontera del Tafna de «teòrica».
A la fi del segle xviii el soldà alauita Mulay Sulayman reocupà Oujda, que fou integrada al territori marroquí en 1795 i la frontera fou fixada definitivament a l'oued Kiss. Al mateix temps, entre 1792 i 1830, els sultans alauites assetjaren els beis d'Orà, « successors patrimonials d'Espanya», abans d'aprofitar-se de l'esfondrament de la regència d'Alger per llançar el seu exèrcit a l'Orania: la gent de Tlemcen aviat va reconèixer el sultà del Marroc Abd al-Rahman ben Hixam com el seu sobirà.

### Període francès

#### Frontera nord

Frontera entre el Marroc i Algèria en 1963

La frontera entre l'Algèria francesa (compresos els Territoris del Sud) i el Marroc es divideix en tres seccions que es van establir successivament: del Mediterrani a Figuig, de Figuig a la Hammada del Guir, i de la Hamada de Guir al Sàhara Espanyol.

#### De la Mediterrània a Figuig
El primer traçat va ser definit per primera vegada pel Tractat de Lalla Maghnia signat el 18 de març de 1845 pel general comte de la Rüe, per França i el sid Ben Ali Ahmida pel Marroc.
Aquest tractat, que fou el resultat de batalla d'Isly guanyada pel mariscal Bugeaud, fixa el límit a les boques des del riu oued Kiss, a la costa mediterrània, fins al coll de Teniet-Sassi, a l'Atles Tell a 120 km del Mediterrani.
De Teniet Sassi a Figuig, el traçat correspon a una línia fictícia mitjana entre les dues sèries de postes enumerades al tractat precitat. Fins al final del període colonial aquesta ruta, que no és reconeguda oficialment pel Marroc, dona lloc a poques reclamacions. Tot i això, en 1963 el govern el francès reconeix que el seu homòleg marroquí tindria dret a reclamar el palmell d'El-Adjar, que pertany al poble de Figuig i que les autoritats franceses a Algèria han renunciat a censar en 1950.

#### De Figuig a la hamada del Guir
Al sud de Figuig i fins a la hamada du Guir, els límits fronterers entre Algèria francesa i el Marroc va romandre menys precises. Les administracions franceses d'Algèria i del protectorat al Marroc són forçats a adaptar-se a les dades humanes i geogràfiques les estipulacions dels acords de protectorat francomarroquins anteriors al protectorat.
El primer és el protocol del 20 de juliol de 1901 signat a París pel canceller francès, Théophile Delcassé, i el seu homòleg marroquí, Abdelkrim Ben Slimane. Es nomena una comissió comuna per cooperar en comú al llarg de la frontera. L'acord de 20 d'abril de 1902 és el resultat del treball de la Comissió mixta que es va decidir en el protocol de 20 de juliol de 1901. En el seu article 1r, es diu, "l'autoritat xerifiana es consolidarà entre el Mediterrani i Figuig amb el suport de França, el regne ajudarà França a la seva implantació al Sàhara". L'article IX requereix el nomenament d'un administrador marroquí de Figuig per ajudar les autoritats algerianes a garantir l'ordre i la pau a Kenadsa, Bechar i Ouakda.
El segon acord és dels 4 de març de 1910, signat a París pel ministre d'Exteriors francès, Stephen Pichon, i, pel Marroc, Sidi Mohamed el Mokri i Abdellah El Fassi.
Tots dos acords són vagues i de vegades contradictoris, les autoritats franceses busquen un traçat més precís. Un primer traçat, conegut com la línia Varnier, fou proposat en 1912 per Maurice Varnier. Un segon traçat, conegut com la línia Trinquet, fou proposat en 1938 pel coronel Trinquet. Tots dos projectes fronterers no foren aprovats oficialment tot i que la línia Trinquet servia de frontera de fet entre 1956 i la fi del protectorat francès al Marroc. Entre 1962 i la independència d'Algèria, el govern marroquí considerà la línia Tringuet com la frontera oriental mínima del Marroc. En 1963 el govern francès reconeix que el seu homòleg marroquí tindria dret a invocar els acords de 1901 i 1910, que són més avantatjosos per a ell, sobretot perquè Meridja, posició d'Algèria situada a la línia Trinquet, figurava el 1912 en el nombre de posicions reconegudes al sultà. No obstant això, el govern francès reconeix que el seu homòleg algerià podria argumentar que les autoritats franceses no van considerar la línia Trinquet com una veritable frontera des de 1958, el comandament francès a Algèria havia empès cap a l'oest per raons estratègiques, la creació d'una tercera línia, coneguda com la línia operativa.

#### De la hamada del Guir al Sàhara espanyol
Cap acord francomarroquí, per vague que fos, no es refereix al traçat entre la Hamada de Guir al Sàhara espanyol. En 1938 el coronel Trinquet havia prolongat la seva línia tenint en compte l'obediència administrativa de les poblacions, les seves terres de pasturatge tradicionals i els accidents geogràfics.
En 1903 el general Lyautey funda Colomb-Béchar, posició d'avançada contra el Marroc i les lluites del xeic Bouamama. Les autoritats marroquines afirmen que Colomb-Bechar va ser construït al seu territori.
Més enllà de Teniet Sassi, una decisió ministerial francesa de 21 de maig de 1912 fixa una frontera provisional dita línia Varnierque passa prop d'Ich, Figuig i Tiberiatine. La regió de Tindouf fou conquerida pels francesos en 1934; més tard serà reivindicat pel regne del Marroc.

### Després de la independència del Marroc

El « Gran Marroc » reivindicat per l'Istiqlal en 1956

- 1956, Allal El Fassi líder de l'Istiqlal exposa la seva teoria del Gran Marroc i afirma les reivindicacions sobre Touat, Bechar i Tinduf.
- 6 de juliol de 1961, acord entre Hassan II i Ferhat Abbas, president del Govern provisional de la República d'Algèria estipulant que les reivindicacions marroquines seran discutides després de la independència d'Algèria.
- De l'1 d'octubre al 5 de novembre de 1963, la guerra de les Arenes. Treva signada a Bamako.
- Maig-juliol de 1966, incidents posteriors a la nacionalització de les mines de Gara Djebilet per l'Algèria.
- 15 de gener 1969, Signatura del Tractat d'amistat de bon veïnatge i de cooperació d'Ifrane.[21]
- Juliol de 1970, establiment d'una comissió mixta per a la demarcació.
- 15 de juliol 1972, signatura entre el president d'Algèria Houari Boumédiène i el rei del Marroc Hassan II del tractat de Rabat, acord fronterer que posa fi a la reclamació marroquina del Sàhara d'Algèria.[22]
- 17 de maig de 1973, ratificació del tractat par l'assemblea algeriana.
- 28 de maig de 1992, la Cambra de representants del Marroc ratifica el tractat de Rabat delimitant la frontera amb Algèria.

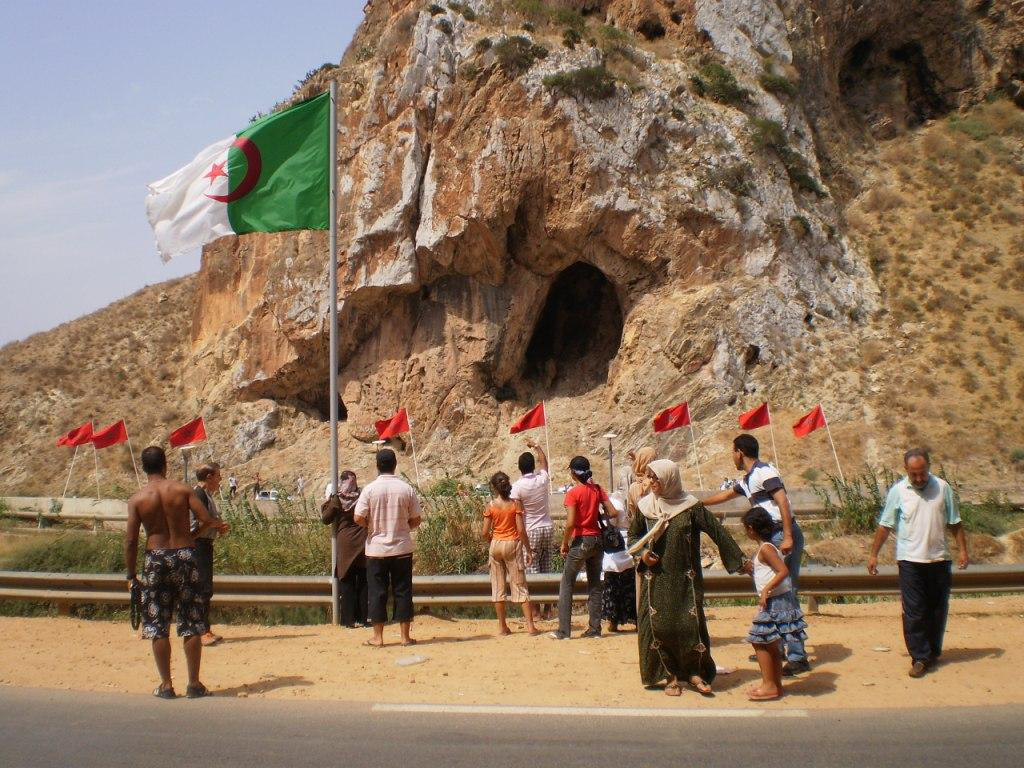
Salutations de voisins, de part a l'altra de la frontera algero-marroquina.

- 1994, després de l'atemptat de Marràqueix, Marroc decideix imposar el visat als nacionals d'Algèria, Algèria tanca la seva frontera amb el Marroc.
- 31 de juliol de 2004, l'accés a territori marroquí ja no està subjecte als tràmits de visat.
- 2005 s'aixeca el visat d'entrada a Algèria.

## Característiques
La frontera entre Algèria i el Marroc, el traçat va ser establert el 1972 per una convenció, ratificada en 1992 únicament pel Marroc, resta subjecte de disputes : per prudència el seu recorregut no està indicat al mapa Michelin del Marroc 1/1 0000; les parcel·les indicades per altres editors estan esquitxades per sota del paral·lel 34, i són contradictòries: el mapa de carreteres Rough Guides indica una gràfica semblant a la de la convenció abans esmentada, comercialitzada per l'IGN francès amb una desviació significativa.

### Nord
- La frontera entre el Marroc i l'Algèria comença al nord per l'Oued Kiss prop de 48 quilòmetres a uns pocs quilòmetres del pas fronterer de Zoudj Baghel entre les localitats d'Oujda (Marroc) i Maghnia (Algèria). S'inicia a la desembocadura del Mediterrani mitjançant la separació de les ciutats de Saidia (Marroc) i Marsa Ben M'Hidi (Algèria).
- Després de circumval·lar la ciutat d'Oujda, la frontera troba una barrera natural amb els massissos de Beni Snous et Beni Bou Saïd que s'estenen a l'est del costat algerià.
- Després d'un traçat més o menys recte la frontera enllaça en part les corbes de l'Oued Bou Larjam en l'àrida vall de Chott El Gharbi (llac salat) a la wilaya de Naâma. Es perllonga d'una banda amb planes àrides del costat marroquí i del costat algerià amb una plana estepària.

### Hamada del Guir
- Els monts des Ksour contraforts de l'Atles saharià serveixen de frontera natural en l'excepció de l'enclavament format per la regió de l'oasi de Figuig.
- Una línia Est-Oest de més de 160 km de llarga al nord de Béchar fins a l'Oued EchChair al llarg del qual descendeix al sud a uns quaranta quilòmetres fins a l'Oued Guir.
- Es reparteix de manera lineal sobre un eix Est-Oest sobre més de 80 kilòmetres abans de partir cap al sud a través de la Hamada del Guir. La frontera està marcada per un lleuger massís de costat algerià i les dunes de la Marzouga de costat marroquí.

### Hamada del Draâ
- Després de prop de 200 kilòmetres en un eix nord-oriental - sud-oest al llarg dels contraforts rocoseos de la Hamada de Daoura a Dayet Ahrbor i la vall del Draa.
- Aquest és l Oued Draâ que es perllonga 380 km la frontera fins al punt meridià 8° 40' de longitud oest.
- Finalment, per acabar la frontera baixa 116 quilòmetres al llarg de la línia situada per 8° 40' de longitud oest al trifini entre Algèria, el Marroc i el Sàhara Occidental.